# 12. Regionalarmee
Die 12. Regionalarmee (jap. 第12方面軍, Dai-jūni hōmengun) war 1945 eine der Regionalarmeen des Kaiserlich Japanischen Heeres. Ihr Tsūshōgō-Code (militärischer Tarnname) war Banner (幡, Hata).

## Geschichte
In der zweiten Hälfte des Jahres 1944 rüstete sich das japanische Oberkommando (Daihon’ei) für die antizipierte Landung der Alliierten, die von diesen Operation Downfall genannt wurde. Zu diesem Zweck zog sie Truppen hauptsächlich aus der Mandschurei und dem chinesischen Festland auf die japanischen Hauptinseln und Formosa zurück.
Im Rahmen der Operation Ketsu-gō wurde am 1. Februar 1945 die 12. Regionalarmee gegründet. Ihr erster Befehlshaber war General Fujie Keisuke, dem die 36., 51., 52. und 53. Armee sowie weitere kleinere Einheiten, insgesamt ca. 400.000 Mann, unterstellt waren. Fujie wurde damit beauftragt, die Hauptstadt des Kaiserreich Japans und die naheliegenden Strandabschnitte, die für eine alliierte Landung infrage kommen könnten, zu schützen. Fujie positionierte dazu neu ausgehobene Divisionen an der oder in Küstennähe, während Veteranen- und Panzer-Divisionen als mobile Eingreiftruppen im Hinterland positioniert wurden.
Viele der unterstellten Divisionen waren erst 1945 aufgestellt worden und hatten eine geringere Mannstärke (teilweise nur 50 %) als die vor dem Pazifikkrieg aufgestellten Divisionen. Diese neuen Divisionen, hatten zum Großteil 100er bzw. 300er Nummern. Da sie über praktisch keine Transportmittel verfügten, waren sie ausschließlich zur statischen Verteidigung gedacht und wurden Küsten-Divisionen genannt. Der Ausbildungsstand und Bewaffnung der Küsten-Divisionen war gering und wurde durch eine verstärkte Artillerie innerhalb der Division kompensiert.
Des Weiteren war der 12. Regionalarmee die 1. Flak-Division unterstellt, die im Verhältnis zu anderen Flak-Divisionen einen überdurchschnittlich großen Anteil an Flak-Geschützen hatte. Ihre acht Flak-Regimenter zählten 780 Geschütze. Zum Vergleich: Die 2. Flak-Division dagegen hatte nur 195 Geschütze.
Am 9. März 1945 übernahm General Tanaka Shizuichi das Kommando über die 12. Regionalarmee. Ab dem 8. April 1945 war sie der 1. Hauptarmee unterstellt. Da es wegen der Kapitulation Japans nicht zu der Operation Downfall kam, war die 12. Regionalarmee in keinerlei Kampfhandlungen verwickelt. Wenige Tage nach der Kapitulation beging Tanaka am 24. August 1945 Selbstmord und wurde durch General Doihara Kenji ersetzt, der für die Auflösung der 12. Regionalarmee verantwortlich zeichnete.

## Oberbefehlshaber

### Kommandeure
|    | Name                     | Von             | Bis                |
| -- | ------------------------ | --------------- | ------------------ |
| 1. | General Fujie Keisuke    | 1. Februar 1945 | 9. März 1945       |
| 2. | General Tanaka Shizuichi | 9. März 1945    | 24. August 1945    |
| 3. | General Doihara Kenji    | 24. August 1945 | 14. September 1945 |

### Stabschefs
|    | Name                             | Von             | Bis             |
| -- | -------------------------------- | --------------- | --------------- |
| 1. | Generalleutnant Tatsumi Eiichi   | 1. Februar 1945 | 1. März 1945    |
| 2. | Generalmajor Takashima Tatsuhiko | 1. März 1945    | 25. August 1945 |

## Untergeordnete Einheiten
Die 12. Regionalarmee setzte sich Anfang 1945 wie folgt zusammen:
- 36. Armee (ca. 100.000 Mann)
  - 81. Division
  - 93. Division
  - 201. Division
  - 202. Division
  - 209. Division
  - 214. Division
  - 1. Panzer-Division
  - 4. Panzer-Division
  - 4. Amphibische Brigade
  - weitere kleine Einheiten
- 51. Armee (ca. 60.000 Mann)
  - 44. Division
  - 151. Division
  - 221. Division
  - 115. Selbstständige Gemischte Brigade
  - 116. Selbstständige Gemischte Brigade
  - 7. Selbstständige Panzer-Brigade
  - 7. Artillerie-Brigade
  - weitere kleine Einheiten
- 52. Armee (ca. 80.000 Mann)
  - 3. Garde-Division
  - 147. Division
  - 152. Division
  - 234. Division
  - 3. Selbstständige Panzer-Brigade
  - 8. Artillerie-Brigade
  - weitere kleine Einheiten
- 53. Armee (ca. 60.000 Mann)
  - 84. Division
  - 140. Division
  - 316. Division
  - 117. Selbstständige Gemischte Brigade
  - 2. Selbstständige Panzer-Brigade
  - 11. Artillerie-Brigade
  - weitere kleine Einheiten
- Tokio-Bucht-Korps (ca. 30.000 Mann)
  - 354. Division
  - 96. Selbstständige Gemischte Brigade
  - 114. Selbstständige Gemischte Brigade
  - Tokio-Bucht-Festungstruppe
- Tokio-Verteidigungstruppe (ca. 15.000 Mann)
  - 1. Garde-Brigade
  - 2. Garde-Brigade
  - 3. Garde-Brigade
- Direkt der 12. Regionalarmee unterstellt:
  - 321. Division
  - 1. Flak-Division
  - 66. Selbstständige Gemischte Brigade
  - 67. Selbstständige Gemischte Brigade
  - 2. Artillerie-Brigade
  - 6. Pionier-Regiment
  - 7. Pionier-Regiment
  - 8. Transport-Regiment
  - weitere kleinere Einheiten